# Stevia amblyolepis
Stevia amblyolepis là một loài thực vật có hoa trong họ Cúc. Loài này được (B.L.Rob.) B.L.Rob. miêu tả khoa học đầu tiên năm 1930.